# Amand Marc Jacques de Chastenet

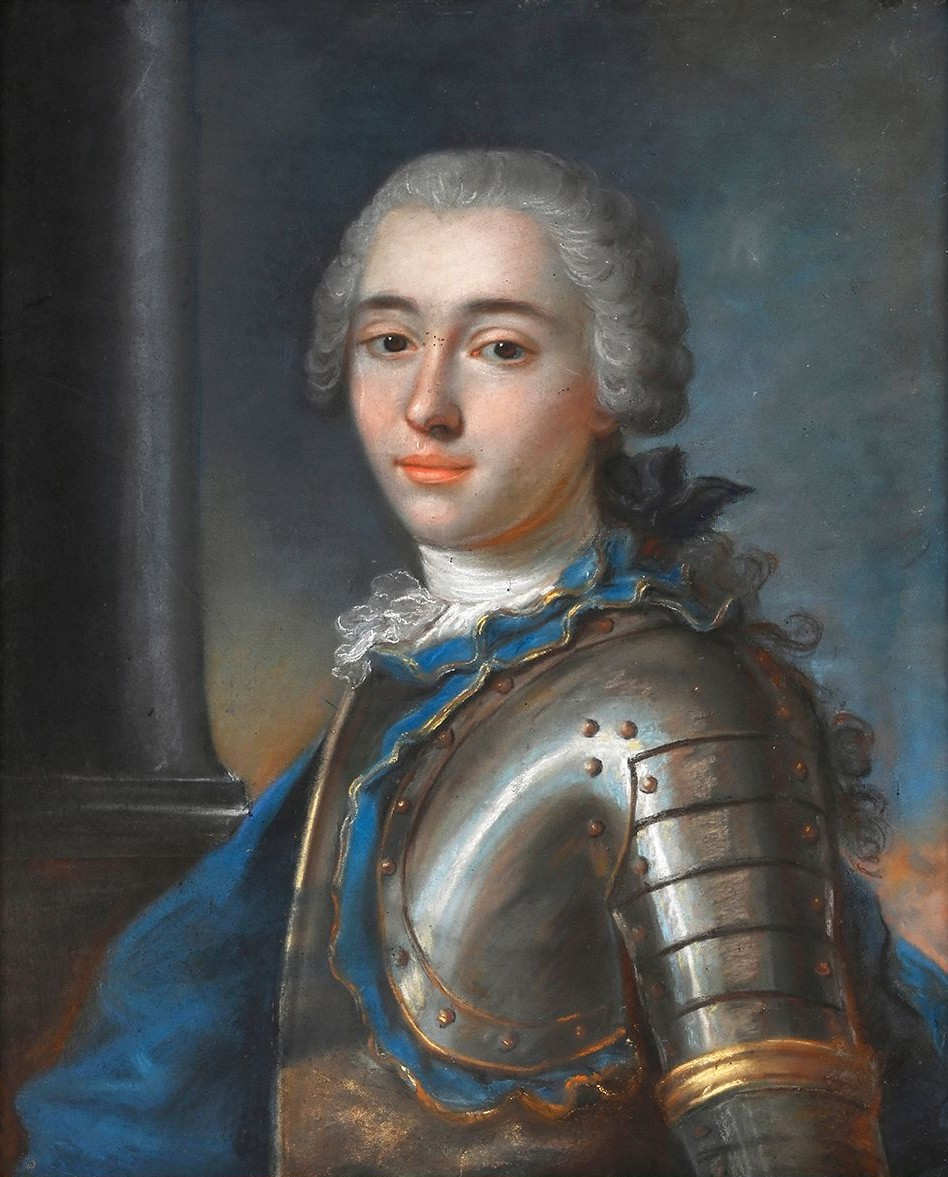
Marquis de Puységur

Amand Marc Jacques Chastenet, Marquis de Puységur (Parijs, 1751 - Busancy, 1825) was een Frans magnetiseur en wordt gerekend tot de pioniers van het magnetisme.
Hij was officier in het leger en auteur van een aantal wetenschappelijke werken. Als persoonlijke leerling van Franz Anton Mesmer, ontwikkelde hij toch een aantal persoonlijke theorieën.
De Puységur is de ontdekker van het magnetisch somnambulisme (magnetisch slaapwandelen).